# 和泉屋清七
和泉屋 清七（いずみや せいしち、生没年不詳）とは江戸時代の江戸の地本問屋。

## 来歴
幕末に江戸の芝三島町平右衛門店から宇田川町源十郎店において地本問屋を営業している。嘉永6年（1853年）、地本草紙問屋仮組（新組）に加入している。安政2年（1855年）7月に歌川国輝の大判3枚続の錦絵「大星十八ケ条申開」（見立絵、国立劇場所蔵）を出版している。